# Тито Салас
Тито Салас, псевдоним Британико Антонио Саласа Диаса (исп. Tito Salas; 8 мая 1887, Каракас, Венесуэла — 18 марта 1974, там же) — венесуэльский художник, внесший значительный вклад в развитие современного искусства Венесуэлы. Один из наиболее известных художников Венесуэлы XX века.

## Биография

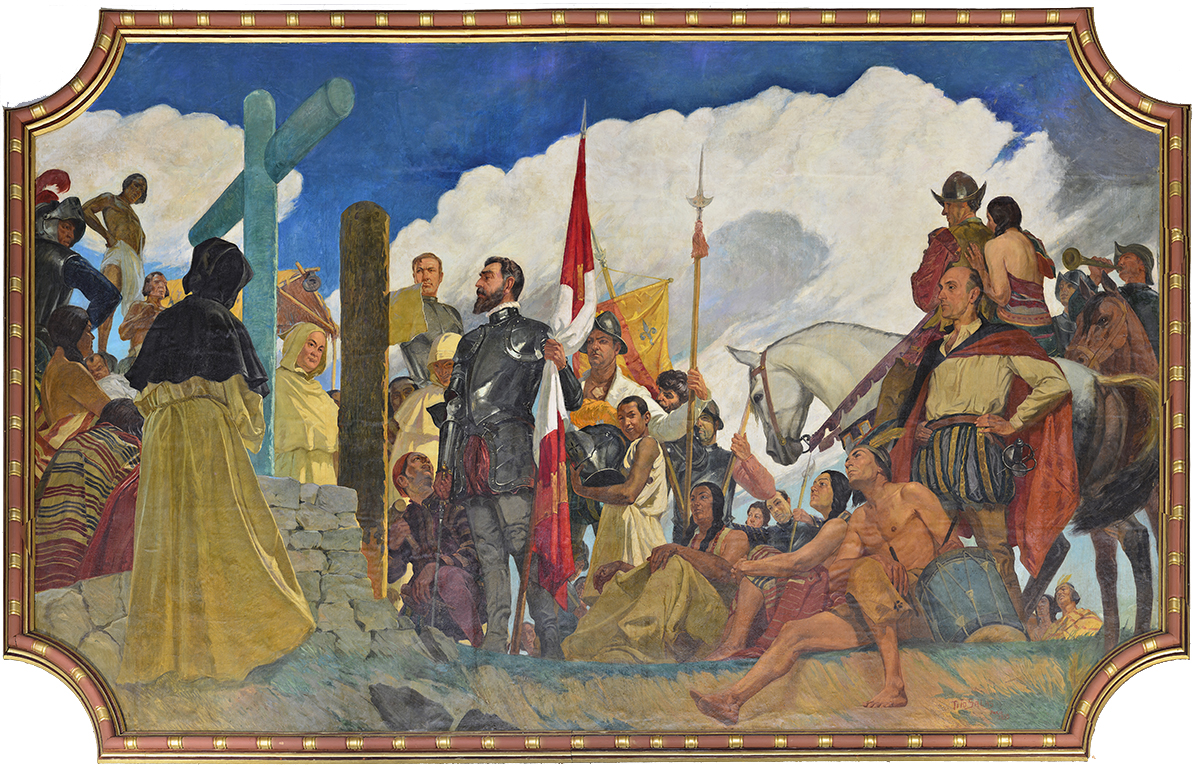
Тито Салас. Основание Каракаса

Родился в семье одного из первых торговцев-пивоваров в Венесуэле. Учился в Академии изящных искусств в Каракасе (Academia de Bellas Artes de Caracas) у профессора Эмилио Хасинто Маури. В 1901 и 1902 годах был отмечен премиями в области живописи.
В 17-летнем возрасте получил приз ежегодного конкурса Академии и выиграл стипендию, которая позволила ему отправиться в Париж в 1905 году. Во Франции поступил в Академию Жюлиана, где учился у Жан-Поля Лорана и Люсьена Симона. Учился также в парижской академии Гранд-Шомьер.
С 1906 года стал выставляться в Парижском салоне и получил почётную награду. В 1907 году награждён третьей золотой медалью в Салоне французских художников за свою картину Le San Genaro, написанную в Италии в том же году.
В 1907—1908 годах путешествовал по Испании, где написал серию работ, основанных на наблюдении за народными бытовыми сценами и обычаями. В 1910 году выиграл золотую медаль на Всемирной выставке в Брюсселе.
К столетию независимости родины вернулся в Венесуэлу (1911), где создал знаменитый триптих Боливариано, большую композицию, в которой отразил деятельность Симона Боливара в трех основных моментах: Уроки Андреса Белло, Клятва Рима и Одинокая смерть в Санта-Марте. Триптих Симона Боливара в настоящее время находится во Дворце Национальной ассамблеи Венесуэлы.
В зрелые годы писал полотна исторического жанра, многое из которых посвящены жизни Симона Боливара. Ряд его картин ныне украшают Национальный пантеон Венесуэлы и Дворец Мирафлорес, официальную резиденцию президента Боливарианской Республики Венесуэла.